# Борислав Стојков
Борислав Стојков (Београд, 17. октобар 1941) је српски инжењер архитектуре и редовни професор Универзитета у Београду (у пензији), редовни члан Академије инжењерских наука Србије.

## Биографија
После дипломе инжењера архитектуре на Архитектонском факултету Универзитета у Београду (1964), магистрирао је на истом факултету (1974) и докторирао на Архитектонско-урбанистичком факултету Универзитета у Сарајеву (1990). Специјализирао регионално планирање на MIT у Кембриџу, САД (1970/71), у Лондону (1974) и Гетеборгу (1975). У стручном погледу бавио се углавном урбанизмом од 1966. до 1990, а просторним планирањем од 1991 до 2015. У научном погледу ангажован у највећој мери од 1990 до данас (2017). Био је ангажован на великим стратешким пројектима у Србији и Европи. Радио је као професор Универзитета у Београду – Географски факултет, одсек за просторно планирање од 1993 до 2009 када је пензионисан. Предавао и на универзитетима у Трсту, Бечу и Дрездену. Представљао је Србију у управном и надзорном одбору програма Interreg III у Бечу. Био је председник Друштва архитеката Београда, председник Удружења урбаниста Србије и члан Председништва архитеката Југославије. Био је члан већег броја оцењивачких судова у Србији, Босни и Херцеговини и Хрватској, као и члан петочланог жирија за доделу велике награде архитектуре Међународне уније архитеката (UIA) у Паризу 1989. Био је један од три координатора мреже научних институција у области просторног планирања Централне, Источне и Југоисточне Европе (Spa-ce.Net) и координатор научног сектора у Academia Danubiana на BOKU у Бечу. Редовни је члан Академије инжењерских наука Србије, и члан асоцијација просторних планера, урбаниста и архитеката у Србији.

## Научни и стручни радови
Највећи број од 220 научних и 140 стручних радова Борислава Стојкова у области урбанизма и просторног (регионалног) развоја и планирања и архитектуре, урађен је и објављен од 1974. до 2017. године. Од радова у Србији истичу се они који су рађени за Урбанистички завод Београда, Институт за архитектуру и урбанизам Србије, Универзитет у Београду – Географски факултет, Удружење урбаниста Србије, Универзитет у Новом Саду – Грађевински факултет у Суботици, а од радова у Европи они који су објављени за часопис EUREG у Хановеру, Euromontana у Цириху, BDR – Information zur Raumentwicklung у Бону, SPECTRA centre у Братислави, Institute für den Donauraum und Mitteleuropa у Бечу, Österreichisches Ost – und Südosteuropa – у Бечу, Bodenkultur Universität у Бечу, European Council of Spatial Planners у Бриселу, Springer у Берлину, Polish Academy of Sciences-Institute of Geography у Варшави, Академију наука и умјетности у Сарајеву, Гласник српског географског друштва и тако даље.
Од 44 објављене књиге у којима је био аутор или уредник/аутор најзначајније су: Урбанизам Европе (1995), Обнова градова Србије (1996), Урбани развој и обнова Призрена (1997), три књиге у сарадњи са руском Академијом наука (1997/98), Београд и његов регион (2003), Metropolitan Networking in Cadses (2006), Урбани изазови Београда (2011), Просторно планирање у Србији (2012), European Cities in Transition – the part on Southern Subregion (UN Habitat, 2012), Паметан град (Smart City) у Србији (2016), Регион и регионализација (2019), Како се калио урбанизам (2023), From Governance to Networking LDA Capitals (2024), итд.
Био је руководилац или учесник на око 140 стручних радова из области: (1) архитектуре (јавна гаража у Масариковој улици у Београду – аутор), (2) генералних и регулационих урбанистичких планова градова у Србији и Босни и Херцеговини, (3) националних просторних планова (у Србији и Републици Српској), (4) регионалних просторних планова (за АП Војводину, и Град Београд), (5) неколико националних, регионалних и локалних стратегија развоја и (6) неколико локалних просторних планова и просторних планова подручја посебне намене.
Био је ангажован као руководилац израде стратешких докумената од националног значаја као и оних регионалног и локалног карактера. Такође, као члан европских тимова учествовао је у изради стратегија просторног развоја великих регионалних целина Централне, Источне и Југоисточе Европе. Објавио је преко 140 чланака са стручним и културним садржајем у јавним гласилима у Србији. Учествовао је на изложбама у Србији и иностранству и имао три самосталне изложбе у Београду и Сарајеву.
Поред научног и стручног рада, активно се бави музичком уметношћу, свирањем клавира (аутодидакт) и путем написа о музици. У новинским чланцима је више пута објављивао текстове о прожимању музике са другим уметностима (архитектуром, кинематографијом, сликарством и тако даље), док је учествовањем у бројним радијским емисијама представљао различите композиторе и њихово стваралаштво. Његово најзначајније дело из поља музичке уметности је књига Филм и музика – искушења великих композитора (коју је написао са Донатом Премеру као саговорником).

## Сарадња
У току каријере од 1974. до 2012. као угледан стручњак, научник и професор био је ангажован на великом броју руководећих послова у институцијама, јавним предузећима, радним организацијама и асоцијацијама остварујући професионалну сарадњу са многим колегама у Србији и иностранству. Као директор је радио у Заводу за планирање развоја Београда, Инвест бироу, Агенцији за смештај избеглица у Србији, Републичкој агенцији за просторно планирање Србије и Институту за архитектуру и урбанизам Србије (сектор за урбанизам). Међу институцијама у којима је био на челном месту председника истичу се Друштво архитеката Београда, Удружење урбаниста Србије, Председништво архитеката Југославије (члан), Министарство за урбанизам (помоћник министра), Институт за просторно планирање на Географском факултету у Београду и др. Био је главни и одговорни уредник часописа Архитектура урбанизам и часописа Territorium, и председник Већа научне области грађевинско-урбанистичких наука на Универзитету у Београду.

## Утицај
У раду је био изузетно ангажован на развоју и унапређењу урбанистичке и просторно-планерске теорије и праксе. После специјализације у САД и Европи, уносио је нове идеје у праксу у Србији преко објављених књига, чланака и планова, а богато искуство из просторног планирања, користио је ангажовањем и у Европи. Условима и стању у Србији прилагођавао је међународно прихваћене идеје о органском расту и развоју градова и региона, одрживом територијалном развоју, културном идентитету градова, активном учешћу јавности у планирању, концепту паметних градова и многе друге идеје. Од 2010. године оштро је критиковао неолиберални концепт у планирању и изградњи градова у Србији.

## Награде и признања
Носилац бројних награда и признања у Србији и Европи. Има девет награда на архитектонским и урбанистичким конкурсима у Србији и иностранству (Пољска). На годишњим Салонима урбанизма у Србији освојио је Велику награду, шест првих награда као и друге награде и признања. У току каријере добио је признања и друге награде стручног и друштвеног значаја, попут: Октобарске награде Обреновца, награде Министарства културе Пољске и друго.